# Száraz és mezofil cserjések

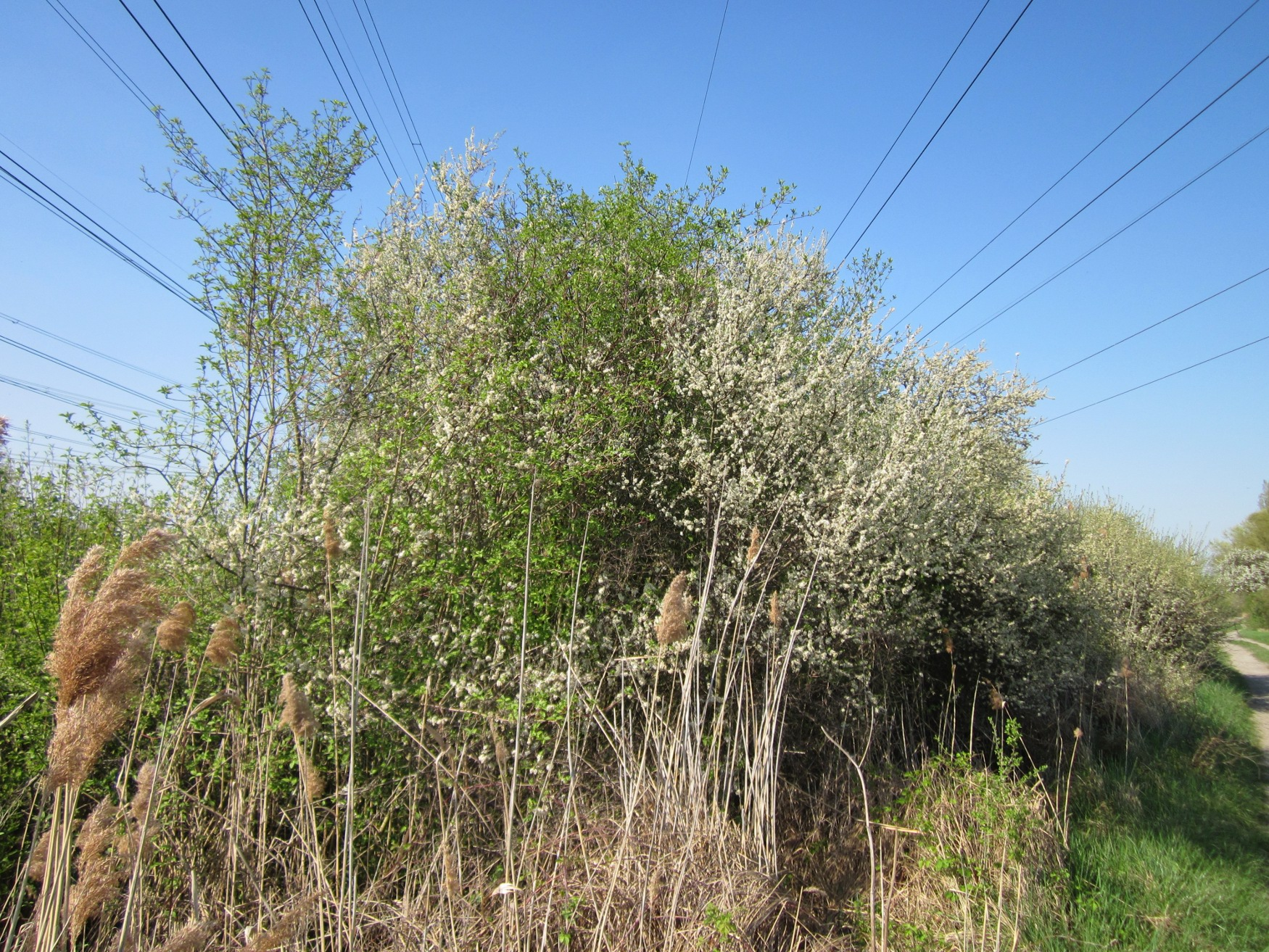
Kökényes

A száraz és mezofil cserjések növénytársulástani osztályát (Rhamno-Prunetea Rivas-Goday et Borja-Carbonell 1961) sajátos megjelenésük és szerkezetük miatt különböztetik meg az erdőktől. Ez az álláspont vitatott; Magyarországon leginkább Jakucs Pál ellenezte. Legtöbb hazai társulásuk viszonylag kevésbé kutatott. Ennek fő oka, hogy állományaik gyakran zavartak, leszegényedettek, ezért már az egyes társulások meghatározása is körülményes.

## Elterjedésük, előfordulásuk
Amint erre az osztály neve is utal, a szárazabb éghajlatú vidékeken gyakoriak. Többnyire az erdőket szegélyezik, de meglehetősen gyakran fordulnak elő önálló foltokban is.
Fajösszetételüket jelentős mértékben meghatározza:
- egyrészt az éghajlat (így Nyugat-Európa erdőszegélyeiben az óceáni klíma miatt a bázikus talajú mezotróf erdők (Fagetalia) fajai élnek, a Kárpát-medence erdőszélein viszont – a szubkontinentális éghajlat miatt – az erdős sztyeppek fajai;
- másrészt, hogy milyen asszociációkkal (erdő, gyep, szántó) érintkeznek, és ezeket miként hasznosítják (kaszálják, legeltetik, növényeket termesztenek rajtuk),
- harmadrészt, hogy e cserjések mekkora foltokon nőnek.

A cserjések lehetnek természetesek és másodlagosak. Egyes, bokorerdőkkel érintkező cserjések a szubmediterrán mezofil tölgyesek és sziklaerdők (Orno-Cotinion) társulásaiba (pl. a madárbirscserjésekhez (Cotoneastro tomentosi – Amelanchieretum), mások a szubkontinentális tölgyesek és elegyes xeroterm erdők (Aceri tatarico-Quercion) társulásaihoz — pl. (Waldsteinio-Spiraeetum mediae) — is sorolhatók. Részben így járt el a 20 század közepén Soó Rezső. Ugyanígy helyezhető a tatár juharos lösztölgyes (Aceri tatarico-Quercetum roboris) mellé a törpe mandulacserjés (Prunetum tenellae).

## Szerkezetük
Legfelső szintjük a cserjeszint, amiben többnyire nagy regenerációs képességű, gyakran vegetatívan is erősen terjeszkedő fajok nőnek. Ezek a sok tápanyagot felvevő, honos cserjefajok jól alkalmazhatók a tájidegen fafajok és lágyszárúak visszaszorítására.

## Karakterfajaik
A cserjék között többnyire a rózsafélék dominálnak. A leggyakoribb cserjefajok:
- iszalag (Clematis vitalba),
- veresgyűrű som (Cornus sanguinea),
- csíkos kecskerágó (Euonymus europaeus),
- mogyoró (Corylus avellana),
- cseregalagonya (Crataegus oxyacanatha),
- egybibés galagonya (Crataegus monogyna),
- kökény (Prunus spinosa),
- varjútövis (Rhamnus cathartica),
- különböző rózsafajok (Rosa spp.),
- különböző szederfajok (Rubus spp.),

## Társulástani felosztásuk
Magyarországon az osztály egy rendjéből — kökénycserjések avagy xeroterm cserjések (Prunetalia spinosae R. Tx., 1952) — három társuláscsoport összesen nyolc társulása fordul elő.
1. melegkedvelő szubmediterrán cserjések (Berberidion Br-Bl.) három hazai társulással: 
- galagonya-kökény cserjés (Pruno spinosae-Crataegetum Soó, (1927) 1931),
- fagyal-kökény sövény (Ligustro-Prunetum R. Tx., 1952),
- madárbirscserjés (Cotoneastro tomentosi-Amelanchieretum Jakucs 1961,

2. kontinentális sztyeppcserjések (Prunion spinosae Soó, 1947) három hazai társulással: 
- csepleszmeggyes (Prunetum fruticosae Dziubaltovski 1926),
- törpemandulás (Prunetum tenellae Soó, 1947
- sajmeggysövény (Cerasetum mahaleb Oberd. & T. Müller, 1979),

3. szubkontinentális sziklai cserjések (Spiraeion mediae Borhidi & Varga Z., 1999) két hazai társulással:  
- déli gyöngyvesszőcserjés (Helleboro odori-Spiraeetum mediae Borhidi & Morschhauser, 2003 ass. nova hoc loco),
- középhegységi gyöngyvesszőcserjés (északi gyöngyvesszőcserjés, Waldsteinio-Spiraeetum mediae (Mikyska 1931) Máthé & Kovács, 1964).